# Id Tech 7
id Tech 7 è l'ultima versione del motore grafico di id Software, che sostituisce id Tech 6. Il software è stato mostrato per la prima volta al QuakeCon 2018 come parte dell'annuncio di Doom Eternal.

## Tecnologia
L'engine è sviluppato per le piattaforme Windows, Xbox One, PlayStation 4 e Nintendo Switch.
Id Tech 7 è caratterizzato da un dettaglio geometrico dieci volte superiore e da una maggiore fedeltà della texture rispetto alla versione precedente. Inoltre, le capacità del motore di gioco permettono di avere un nuovo sistema chiamato "Destructible Demons", in cui i corpi dei nemici vengono progressivamente distrutti e si deteriorano in combattimento quando subiscono danni.  Su PC, id Tech 7 supporta solo il rendering Vulkan.
Questo motore grafico è servito per la realizzazione di Indiana Jones e l'antico cerchio ma una versione personalizzata con il marchio Motor - Powered by id Tech.

## Giochi che utilizzano id Tech 7
- Doom Eternal (2020) – id Software
- Indiana Jones e l'antico cerchio (2024) – MachineGames (Una versione personalizzata con marchio Motor - Powered by id Tech)